# パラグアイのサッカー選手一覧
パラグアイのサッカー選手一覧（パラグアイのサッカーせんしゅいちらん）は、パラグアイ出身のサッカー選手の一覧である。Category:パラグアイのサッカー選手も参照。
この項目はCategoryではないので、記事の無い選手については赤リンクや仮リンク、簡単な説明の併記なども可能。

## 1950年代
| GK - ロベルト・フェルナンデス | DF - アリシオ・ソラリンデ - グスタボ・ベニテス - フアン・トラレス - ロヘリオ・デルガド | MF - ルイス・トーレス - アルド・フロレンティン - アドルフィーノ・カニェテ - フリオ・セサル・ロメロ | FW - ラモン・ヒックス - ブエナヴェントゥーラ・フェレイラ |

## 1960年代
| GK - ホセ・ルイス・チラベルト - リカルド・タバレリ | DF - フスト・ハケット - セサル・サバラ - ビルヒニオ・カセレス - カタリーノ・リバロラ - シウビオ・スアレス - セルソ・アジャラ | MF - アルフレッド・メンドーサ - ホルヘ・アマド・ヌニェス - ホルヘ・グアッシュ - エスタニスラノ・ストルウェイ - フリオ・セサル・フランコ - ホルヘ・ルイス・カンポス | FW - ロベルト・カバニャス - ガブリエル・ゴンサレス - エミリオ・パラシオス - アリスティデス・ロハス - ミゲル・アンヘル・ベニテス |

## 1970年代
| GK - フスト・ビジャール | DF - カルロス・ガマーラ - フランシスコ・アルセ - デニス・カニサ - ペドロ・サラビア - デリオ・トレド - クラウディオ・モレル・ロドリゲス - フリオ・セサル・カセレス - パウロ・ダ・シルバ | MF - ロベルト・アクーニャ - フリオ・セサル・エンシーソ - ディエゴ・ガビラン | FW - ホセ・カルドーソ - リカルド・バエス - ネルソン・クエバス |

## 1980年代
| GK | DF | MF - エドゥアルド・アランダ | FW - ロケ・サンタ・クルス - オスカル・カルドーソ - ネルソン・バルデス - ルーカス・バリオス |

## 1990年代
| GK | DF | MF - ホルヘ・サリーナス | FW |